# 宜宾轨道交通
宜宾轨道交通是四川省宜宾市规划的城市轨道交通系统，共有七条线路。该系统原预计将采用有轨电车或地铁制式。2018年中国轨道交通审批收紧后，宜宾转而采用智轨制式修建轨道交通网络。
2019年6月10日，宜宾智轨T1线首开段试运营，2019年12月5日，T1线全线开通运营。2023年6月26日，T4线主线试运营。2023年9月28日，T4线支线试运营。2024年7月2日，T2线开通试运营。

## 运营线路

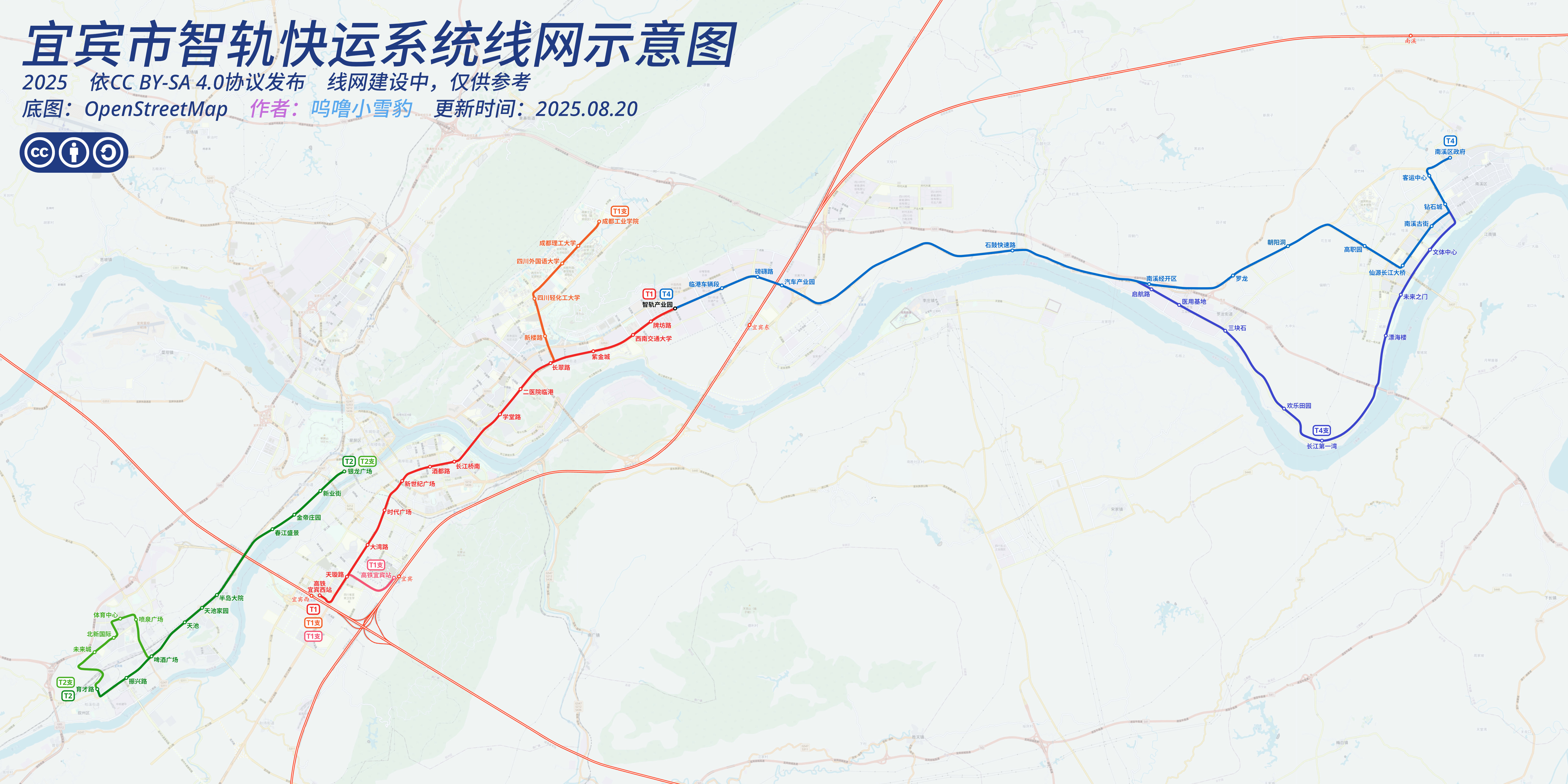
宜宾轨道交通2025年线网图

### T1线（主、支线）

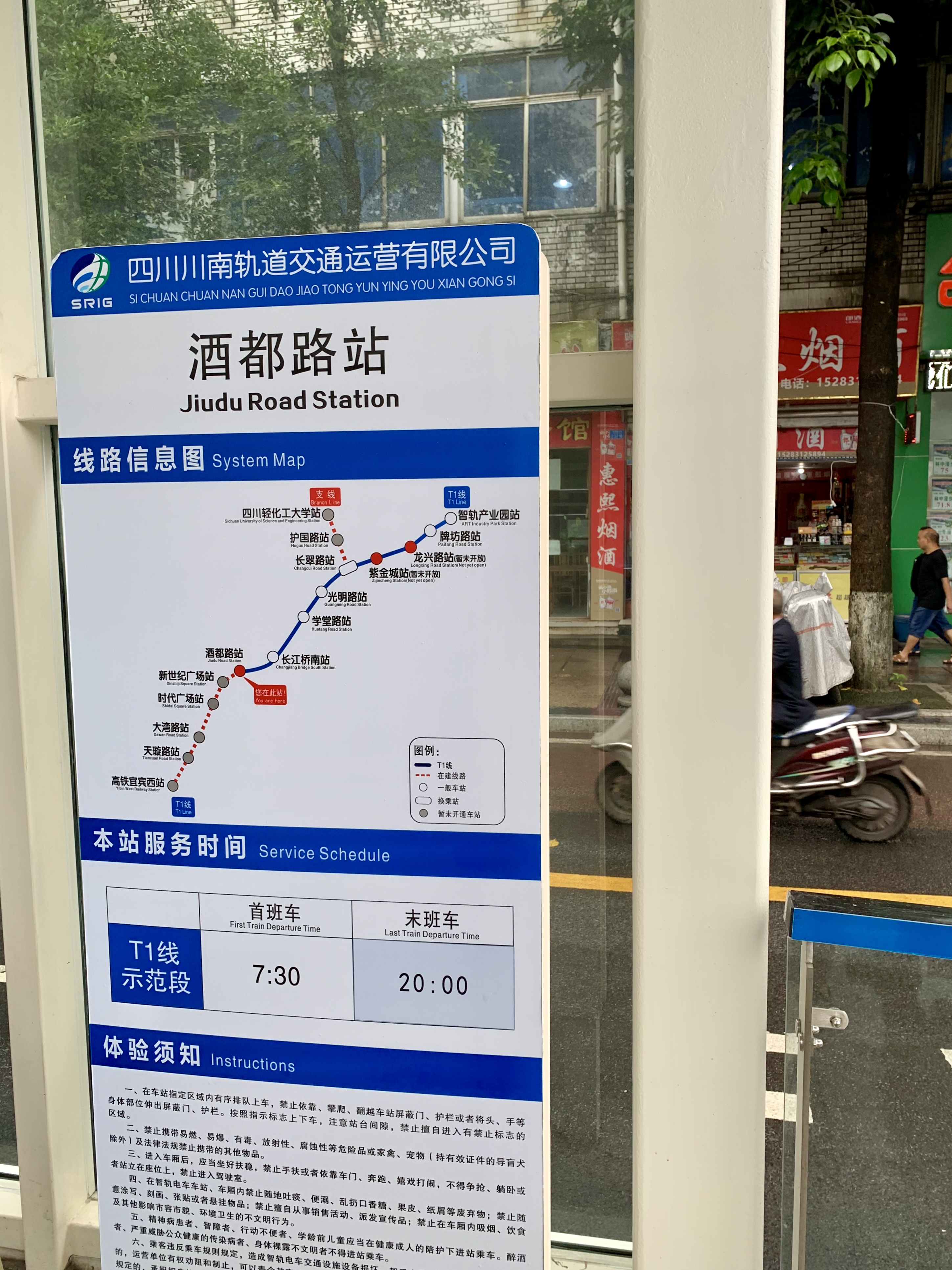
T1线及其支线近期线路图，于宜宾智轨酒都路站站台（2019年）

宜宾智轨T1线为东北-西南走向，东起翠屏区临港片区智轨产业园，经宜宾长江大桥跨越长江后，西至叙州区成贵客专宜宾西站，分为主、支线，主支线贯通运营。主线共设置站点24个，全长24.8公里，其中一期工程建设站点14个，长17.7公里。T1线支线则自主线长翠路站引出，经四川轻化工大学到达凉姜。线路长7.9公里，设置站点7个，其中一期工程建设四川轻化工大学-长翠路2.4公里共3个站点。T1线于2019年6月10日试运营，2019年12月5日主线全线开通，2019年12月31日收费试运营。

### T2线
宜宾智轨T2线从翠屏区南门大桥至叙州区二二四油樟文化广场，设站9座，于2021年启动施工建设，2024年7月2日开通试运营。

### T4线（主、支线）
宜宾智轨T4线为东西走向，西起翠屏区临港片区智轨产业园，东至南溪区政府，分为主、支线，主支线贯通运营。主线共设置站点14个，全长29.71公里；支线共设置站点8个，全长16.98公里。2023年6月26日T4线主线开通试运营，2023年9月28日T4支线开通试运营。

## 车站
智轨车站一般为路中岛式站台，设有进站闸机，低站台门，无安检设施。

## 配套产业
2016年11月30日，宜宾市开工了四川轨道交通产业发展公司的轨道交通产业项目，未来将会生产现代有轨电车和城际动车组等城市轨道车辆。按照宜宾市的规划，该产业项目将为宜宾的轨道交通线路提供车辆。

## 线路规划
宜宾市规划有共计七条轨道交通线路，其中近期规划为4条线路。原先7条线路皆计划运用有轨电车、轻轨系统甚至地铁，并计划将4号线作为示范线运用有轨电车系统。2018年中国内地轨道交通建设审批收紧后，宜宾转而计划运用智轨系统构建其7条共156公里的城市轨道交通网络。

### 原有规划
宜宾轨道交通原有4条线路规划走向基本确定，并计划采用钢轮钢轨系统。但在其转而运用智轨系统后，原有规划去向不甚明朗。
- 1号线

1号线地下段长14.7公里，高架段长17.6公里，自南向北连接英才路、铁北新区、南岸西区、东区和临港区，在临港区与4号线换乘。
- 2号线

2号线地下段长约12.9公里，高架段长10.8公里，串联起岷江新区、宜宾老城区和宜宾县。
- 3号线

3号线地下段长5.6公里，高架段长18.7公里，连接了宜宾老城区、南安东区和李庄组团。
- 4号线

4号线即宜宾现代有轨电车临港至南溪示范线，全长49公里，其中一期工程长28公里，采用100%低地板钢轮钢轨现代有轨电车运营。

## 大事记
- 2014年10月，宜宾市政府提出建设一条14.7公里长的宜宾现代有轨电车示范线的构想。[7]
- 2015年7月，宜宾市编制完成[8]了《宜宾市轨道交通线网规划》并通过技术审查
- 2015年9月，宜宾市发布的《宜宾市城市地下空间利用规划》中，提出将建设四条地铁线路。[9]
- 2016年9月，《宜宾市城市轨道交通线网规划》通过批前公示，提出建设7条线路构成的宜宾轨道交通网络。[10]
- 2019年6月10日，T1线首开段试运营。
- 2019年12月5日，T1线主线全线开通运营。
- 2020年，“竹海石海休闲度假旅游线”正在开展工程可行性研究编制，经过宜宾兴文县。[11]
- 2023年6月26日，T4线主线试运营。
- 2023年9月28日，T4线支线试运营。

## 未来发展

### T3线
线路规划中。